# Distretto di Siavonga
Il distretto di Siavonga è un distretto dello Zambia, parte della Provincia Meridionale.
Il distretto comprende 13 ward:
- Chirundu
- Ibwemunyama
- Kariba
- Lusangazi
- Lusitu
- Manchamvwa
- Mulimya
- Musaya
- Nanyanga
- Ng'ombe Ilede
- Sikoongo
- Simamba
- Sinadambwe